# Bảo tàng Đường sắt khổ hẹp ở Sochaczew

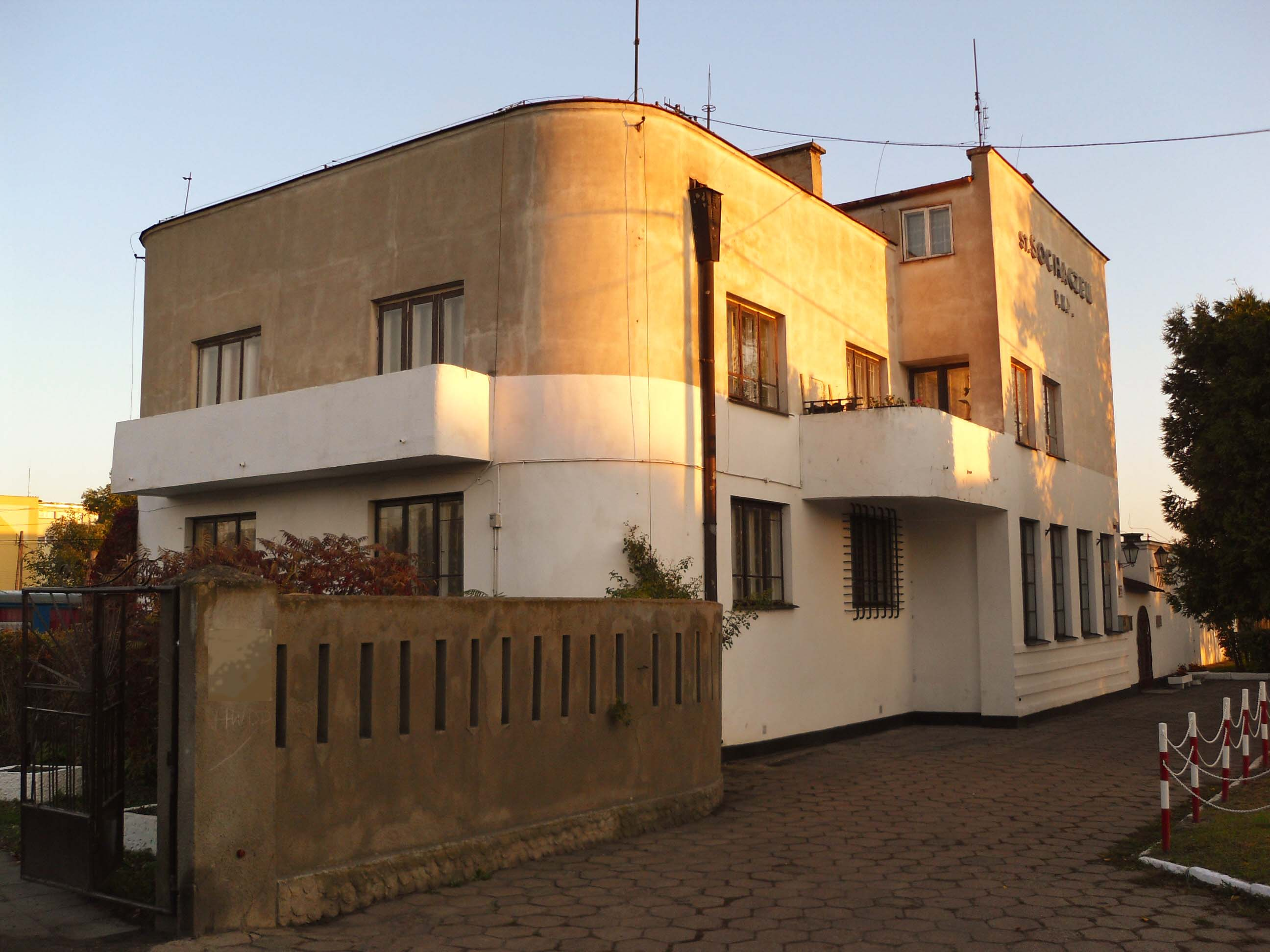
Tòa nhà nhà ga những năm 1920 tại bảo tàng

Bảo tàng Đường sắt khổ hẹp ở Sochaczew (tiếng Ba Lan: Muzeum Kolei Wąskotorowej w Sochaczewie) là một Di sản đường sắt khổ 750 mm (2 ft 5+1⁄2 in) nằm ở Sochaczew, Ba Lan, khoảng 50 kilômét (31 mi) phía tây Warszawa. Tiền thân của bảo tàng là văn phòng Đường sắt khổ hẹp Hạt Sochaczew (tiếng Ba Lan: Sochaczewska Kolej Powiatowa). Bảo tàng trưng bày các đoàn tàu lịch sử khổ 750mm như các đầu máy hơi nước, diesel và Đầu máy điện, các Toa xe chở hàng, toa xe khách và xe Draisine (tạm dịch: xe đạp goòng). Nơi đây còn có số lượng nhỏ các thiết bị liên quan đến Đường sắt khổ tiêu chuẩn và các vật trưng bày khác.
Một phần của tuyến đường sắt đã được khôi phục hoạt động. Đoàn tàu từ bảo tàng đi Rừng Kampinos vận hành vào mỗi thứ bảy trong thời gian từ cuối tháng 5 đến giữa tháng 9, và chạy vào thứ Tư trong suốt dịp hè.
Bảo tàng được thành lập năm 1984 và mở cửa năm 1986. Đây là một chi nhánh của Bảo tàng Đường sắt ở Warszawa. Do tình trạng không chắc chắn về đất đai và các khó khăn tài chính nên tương lai của cả hai bảo tàng đều bất định.

## Lịch sử

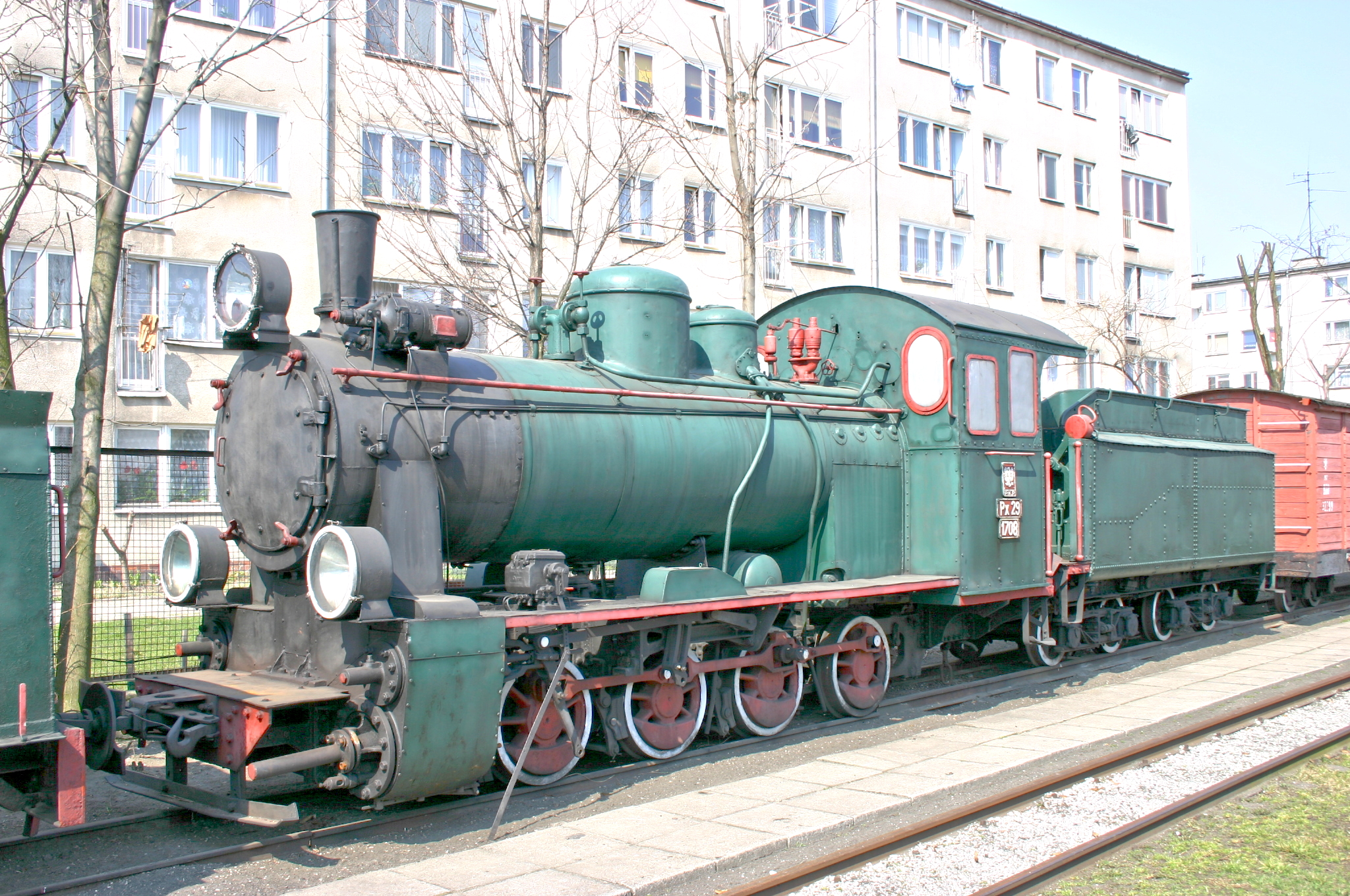
Đầu máy hơi nước loại Px29 của PKP tại bảo tàng

Dịch vụ thông thường của Đường sắt khổ hẹp Hạt Sochaczew kết thúc vào ngày 30 tháng 11 năm 1984, và bảo tàng được thành lập từ tháng 12 cùng năm. Trong những ngày đầu tiên, toàn bộ các nỗ lực được tiến hành để sửa chữa, cải tạo và bảo vệ mặt bằng, phương tiện và thực hiện các sửa chữa cần thiết đối với đường ray và đầu máy toa xe. Công tác bảo quản và sửa chữa bắt đầu; các kho lưu trữ và một vài phòng triễn lãm được bố trí ở tòa nhà chính của nhà ga. Ngoài ra phân xưởng của các xe draisine cũng được đổi thành phòng triển lãm.
Các dịch vụ xe lửa không đều đặn được bắt đầu từ tháng 5 năm 1986. Bảo tàng mở cửa đón khách vào ngày 6 tháng 9 năm 1986. Đến cuối năm 1986, bảo tàng đã thu thập được 107 phương tiện gồm 33 Đầu máy xe lửa hơi nước. Năm 1996, con số này lên đến 253. Năm 2009 thì tổng số đầu máy toa xe các loại là 263, với 56 đầu máy hơi nước. Sau khi tháo dỡ và bán đi một số bộ phận thì con số phương tiện mà bảo tàng có được là 228 vào năm 2011.
Một số phương tiện vẫn cần được phục hồi đáng kể trước khi chuyển từ kho đến nơi trưng bày.
Cuối những năm 1980, đường sắt đã được sửa chữa, chủ yếu là việc thay thế các tà vẹt nhưng đồng thời hai cây cầu cũng đã được sửa chữa. Ngày 10 tháng 7 năm 1991, Ủy ban Kỹ thuật Đường sắt Khổ hẹp (tiếng Ba Lan: Komisja Techniczna z Zarządu Kolei Dojazdowych) được cấp phép vận hành tuyến đi Wilcze Tułowskie là tuyến cuối của các chuyến tàu.

## Đầu máy được bảo quản (chọn lọc)

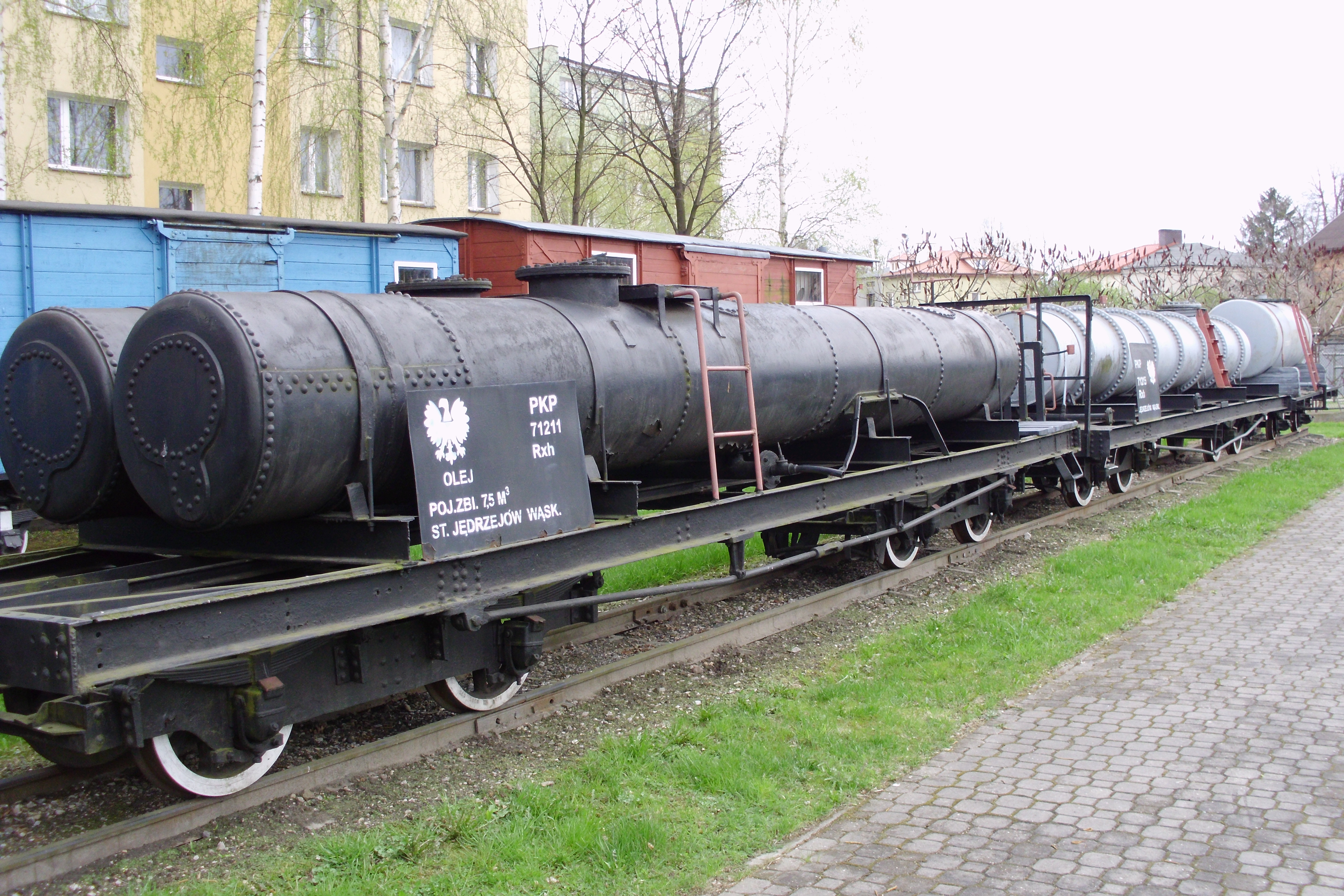
Toa xe bồn có Giá chuyển hướng của PKP tại bảo tàng

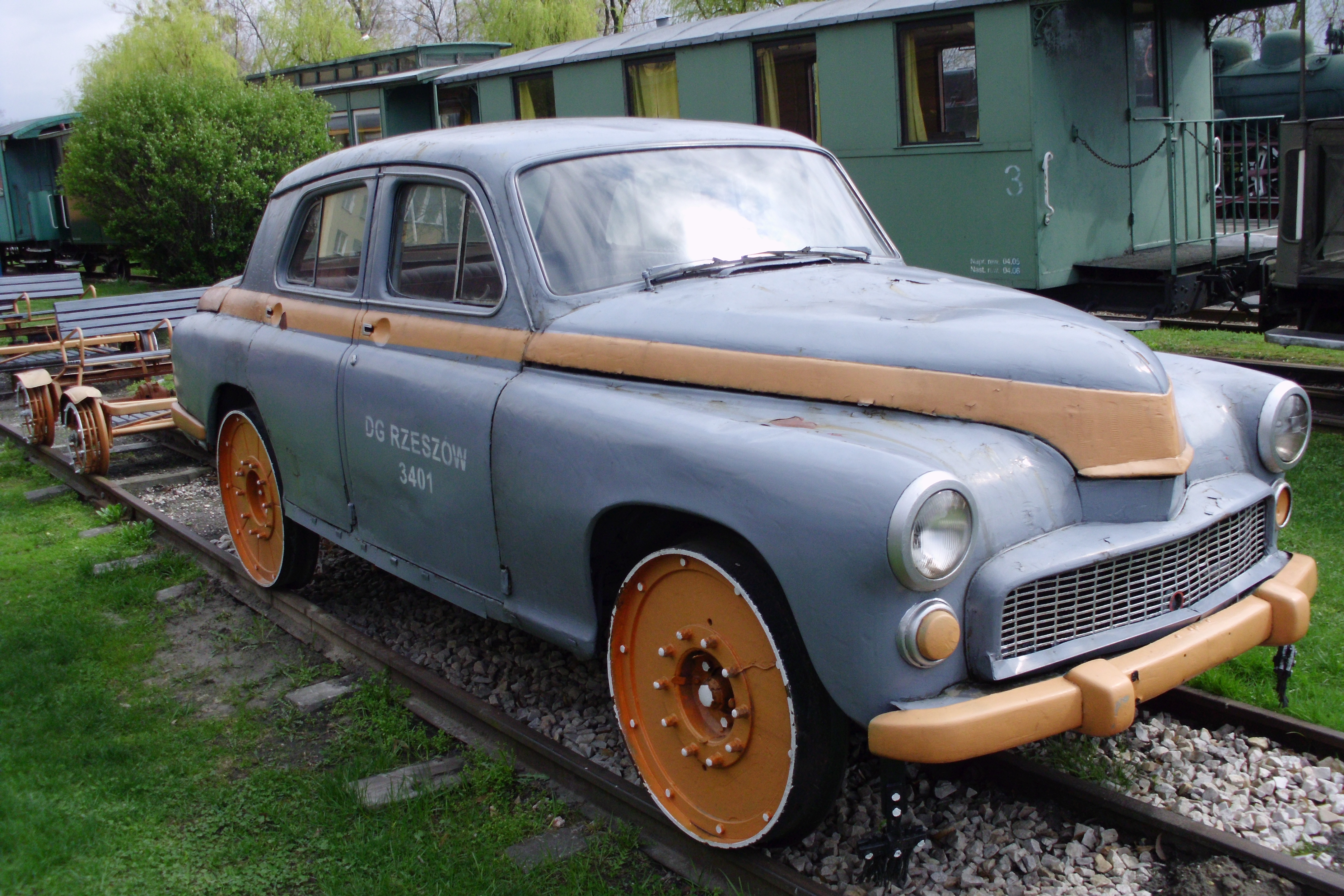
Xe draisine của đường sắt khổ tiêu chuẩn được Warszawa sản xuất từ những năm 1950, ô tô được gắn trên bánh xe lửa

Các đầu máy hơi nước:
- Pw53-1980
- Px29-1704 (in service)[2]
- Px48-1755 (awaiting repair)[3]
- Px49-1794 [3]
- Px49-1796 [3]
- Px49-1797 [3]
- Py4-741 [3]
- Tx4-1315
- Ty10914
- Tya6-3326 [4]

Các đầu máy diesel:
- Lxd2-250
- Lxd2-342
- Lyd1 [5]
- WLs75 [5]

Toa xe khách
- 1Aw

## Liên kết
- Muzeum Kolei Wąskotorowej w Sochaczewie – Trang web chính thức (tiếng Ba Lan)